# Festival Internacional de Cine de Berlín de 1965
La 15ª edición del Festival de Cine de Berlín se llevó a cabo desde el 25 de junio al 6 de julio de 1965 con el Zoo Palast como sede principal. El Oso de Oro fue otorgado a la cinta francesa Alphaville de Jean-Luc Godard.

## Jurado
Las siguientes personas fueron escogidas para el jurado de esta edición:
Jurado oficial
- John Gillett (presidente)
- Alexander Kluge
- Ely Azeredo
- Monique Berger
- Kyushiro Kusakabe
- Jerry Bresler
- Karena Niehoff
- Hansjürgen Pohland
- Hans-Dieter Roos

## Películas en competición
La siguiente lista presenta a las películas que compiten por Oso de Oro:
| Título en español           | Título original                | Director(es)           | País        |
| --------------------------- | ------------------------------ | ---------------------- | ----------- |
| Alphaville                  | Alphaville                     | Jean-Luc Godard        | Francia     |
| La ingenua explosiva        | Cat Ballou                     | Elliot Silverstein     | EE. UU.     |
| Charulata                   | Charulata                      | Satyajit Ray           | India       |
| El arte de vivir            | El arte de vivir               | Julio Diamante Stihl   | España      |
| Kabe no naka no himegoto    | Kabe no naka no himegoto       | Kōji Wakamatsu         | Japón       |
| Kungsleden                  | Kungsleden                     | Gunnar Höglund         | Suecia      |
| Kärlek 65                   | Kärlek 65                      | Bo Widerberg           | Suecia      |
| La felicidad                | Le bonheur                     | Agnès Varda            | Francia     |
| Pajarito Gómez              | Pajarito Gómez                 | Rodolfo Kuhn           | Argentina   |
| Repulsión                   | Repulsion                      | Roman Polanski         | Reino Unido |
| Shakespeare Wallah          | Shakespeare Wallah             | James Ivory            | EE. UU.     |
| El knack... y cómo lograrlo | The Knack ...and How to Get It | Richard Lester         | Reino Unido |
| Thomas el impostor          | Thomas l'imposteur             | Georges Franju         | Francia     |
| To                          | To                             | Palle Kjærulff-Schmidt | Dinamarca   |
| Una bella grinta            | Una bella grinta               | Giuliano Montaldo      | Italia      |
| Vereda de Salvação          | Vereda de Salvação             | Anselmo Duarte         | Brasil      |
| Wälsungenblut               | Wälsungenblut                  | Rolf Thiele            | RFA         |

## Palmarés
Los siguientes premios fueron entregados por el jurado profesional:
- Oso de Oroː Alphaville de Jean-Luc Godard
- Oso de Plataː Satyajit Ray por Charulata
- Oso de Plata a la mejor actriz: Madhur Jaffrey por Shakespeare Wallah
- Oso de Plata al mejor actor:Lee Marvin por La ingenua explosiva
- Oso de Plata. Premio extraordinario del jurado:
  - Repulsión de Roman Polanski
  - La felicidad de Agnès Varda
- Mención especial: Walter Newman y Frank Pierson por La ingenua explosiva
- Premio a la juventud (Jugendfilmpreis): Pajarito Gómez de Rodolfo Kuhn
- Mejor cortometraje adecuado para jóvenes: Das Boot von Torreira de Alfred Ehrhardt
- Mejor largometraje adecuado para jóvenes: La ingenua explosiva de Elliot Silverstein
- Premio FIPRESCIː Repulsión de Roman Polanski
- Premio FIPRESCI Mención honorífica
  - Kärlek 65 de Bo Widerberg
- Premio OCICː Charulata de Satyajit Ray
- Premio UNICRITːTřicet jedna ve stínu de Jiří Weiss